# Villarejo de Fuentes (kommunhuvudort)
Villarejo de Fuentes är en kommunhuvudort i Spanien.   Den ligger i provinsen Provincia de Cuenca och regionen Kastilien-La Mancha, i den centrala delen av landet, 110 km sydost om huvudstaden Madrid. Villarejo de Fuentes ligger 862 meter över havet och antalet invånare är 736.
Terrängen runt Villarejo de Fuentes är platt. Runt Villarejo de Fuentes är det mycket glesbefolkat, med 5 invånare per kvadratkilometer. Närmaste större samhälle är Palomares del Campo, 19,5 km norr om Villarejo de Fuentes. Trakten runt Villarejo de Fuentes består till största delen av jordbruksmark.